# Nephrotoma kunagi
Nephrotoma kunagi är en tvåvingeart som beskrevs av Yang 1990. Nephrotoma kunagi ingår i släktet Nephrotoma och familjen storharkrankar. Inga underarter finns listade i Catalogue of Life.